# Defuera
Defuera è un singolo del musicista italiano Dardust, pubblicato il 15 luglio 2020.

## Descrizione
Scritto insieme a Tropico, si tratta della prima pubblicazione dell'artista sotto lo pseudonimo DRD, con il quale firma le sue produzioni più vicine alle sonorità pop, ed è caratterizzato dalla partecipazione vocale di Ghali, Madame e Marracash.

## Video musicale
Il video, diretto dagli YouNuts! e Bendo, è stato reso disponibile il 17 luglio 2020 attraverso il canale YouTube dell'artista.

## Tracce
Testi e musiche di Dario Faini, Davide Petrella, Ghali Amdouni, Francesca Calearo e Fabio Rizzo.
1. Defuera – 3:19

## Classifiche
| Classifica (2020) | Posizione massima |
| ----------------- | ----------------- |
| Italia            | 33                |